# Orlová
Orlová (německy Orlau, polsky Orłowa) je slezské město v okrese Karviná v Moravskoslezském kraji, 18,7 km východně od Ostravy. Žije zde přibližně 28 tisíc obyvatel.

## Název
Podoby nejstarších písemných záznamů dovolují uvažovat o třech různých vysvětleních původu jména města (zprvu vesnice): První možností je, že jméno původně znělo Orlova a bylo to přivlastňovací přídavné jméno k osobnímu jménu Orel, tedy s významem „Orlova ves“. Druhou možností je, že jméno znělo už od původu Orlová a pak označovalo ves, která něčím připomínala orly. Zápisy z 1227 a 1447 mají Orlava – pokud to byla původní podoba jména, byla na vesnici přenesena od některého vodního toku tak pojmenovaného (v základu by opět bylo slovo orel). Které ze tří uvedených jmen bylo původní, nelze s jistotou určit, nejpravděpodobnější je nicméně to poslední.

## Historie

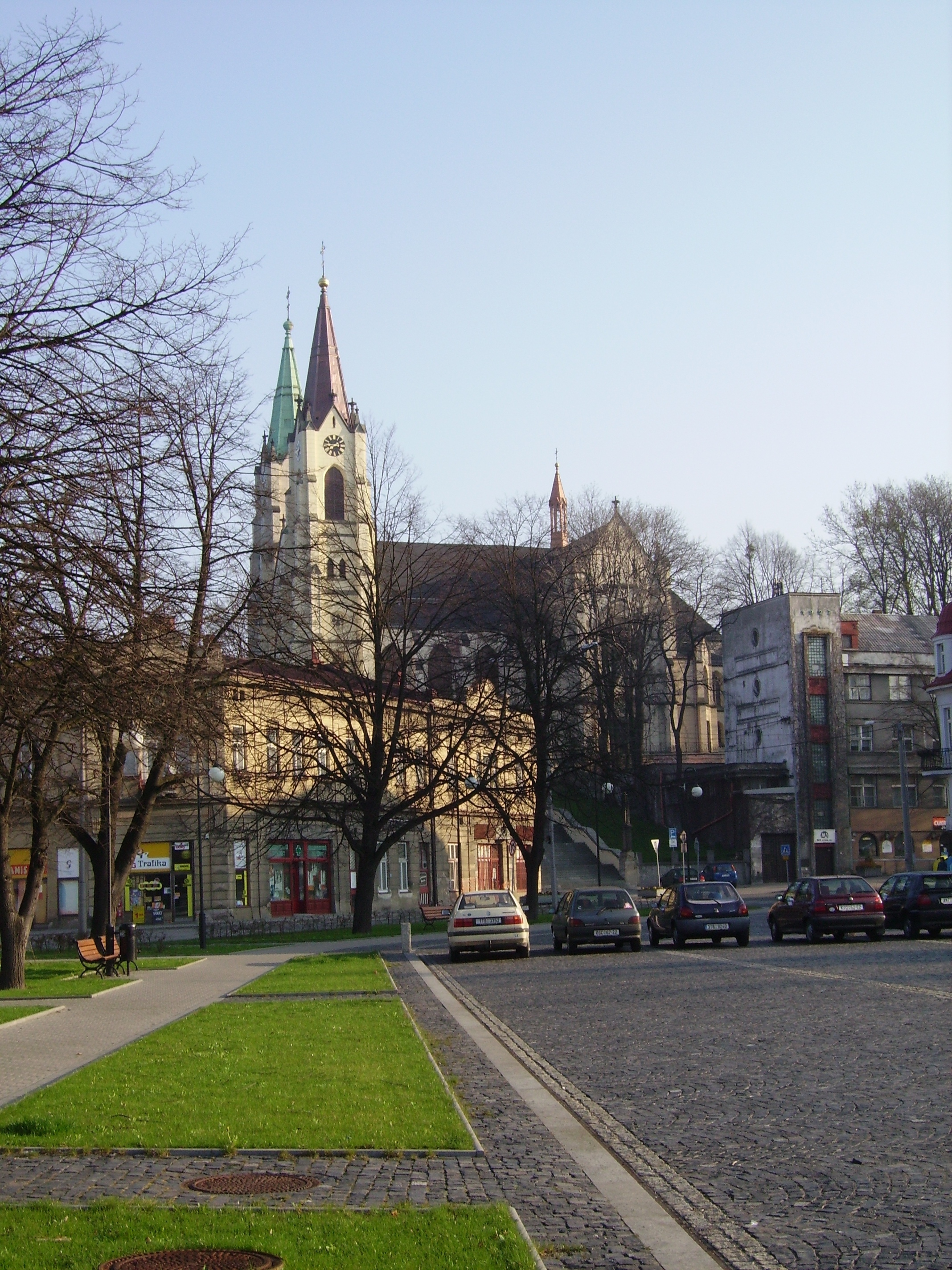
Novogotický kostel ve staré části města, lokálně tzv. „Slezské Hradčany“

### Klášter, statek a zámek
První zmínka o Orlové pochází z roku 1223 z listiny vratislavského biskupa Vavřince.
Osada tehdy tvořila jádro lokality zvané Sal (sůl) a patřila k benediktinskému klášteru v Týnci u Krakova.
Později byl do Orlové přesunut benediktinský klášter, který se zasloužil o rozvoj Orlové, především v oblasti vzdělání a kultury. Dodnes je součástí sbírek NG v Praze významná oltářní archa jako doklad kulturní vyspělosti tehdejších představitelů orlovského kláštera.
V době reformace místní klášter upadal a v roce 1561 odtud byli mniši vyhnáni evangelickým těšínským knížetem Václavem a orlovský klášterní statek byl připojen ke knížecímu panství Fryštát.
V 17. století původní klášterní statek vlastnili pánové z polského Slupska, pak Bludovští z Bludova. Po vymření jejich rodu získal orlovské panství rod Mattencloitů, kteří v roce 1844 poskytli Rothschildům v daném regionu právo na těžbu uhlí.
Bludovští vybudovali v sousedství kostela v roce 1765 zámek. Zámek od roku 1902 sloužil jako městská nemocnice. V roce 1979 byl zbořen z důvodu poddolování.

### Rozvoj města
Změna nastala až počátkem 19. století, kdy bylo v Orlové objeveno bohaté ložisko černého uhlí. Malá zemědělská obec se díky průmyslové revoluci a následném napojení na strategickou Košicko-bohumínskou dráhu vyvinula v město (na něž byla oficiálně povýšena roku 1922) Stěžejním průmyslem byla těžba, avšak nebyla jediným. V Orlové působilo mnoho jiných továren, které dodávaly městu ráz moderního a bohatého města.
Centrum Orlové rozkvetlo do podoby významného střediska s tramvajemi, muzeem, nemocnicí. S množstvím českých, polských a německých škol bylo na dlouhou dobu v rámci Slezska nejvýznamnějším centrem školství (první české gymnázium, polské gymnázium, obchodní, zdravotní, průmyslové, vyšší pedagogické školství). Po určitou dobu bylo v Orlové sídlo seniora Slezské evangelické církve a. v.

### Poválečný úpadek a regenerace

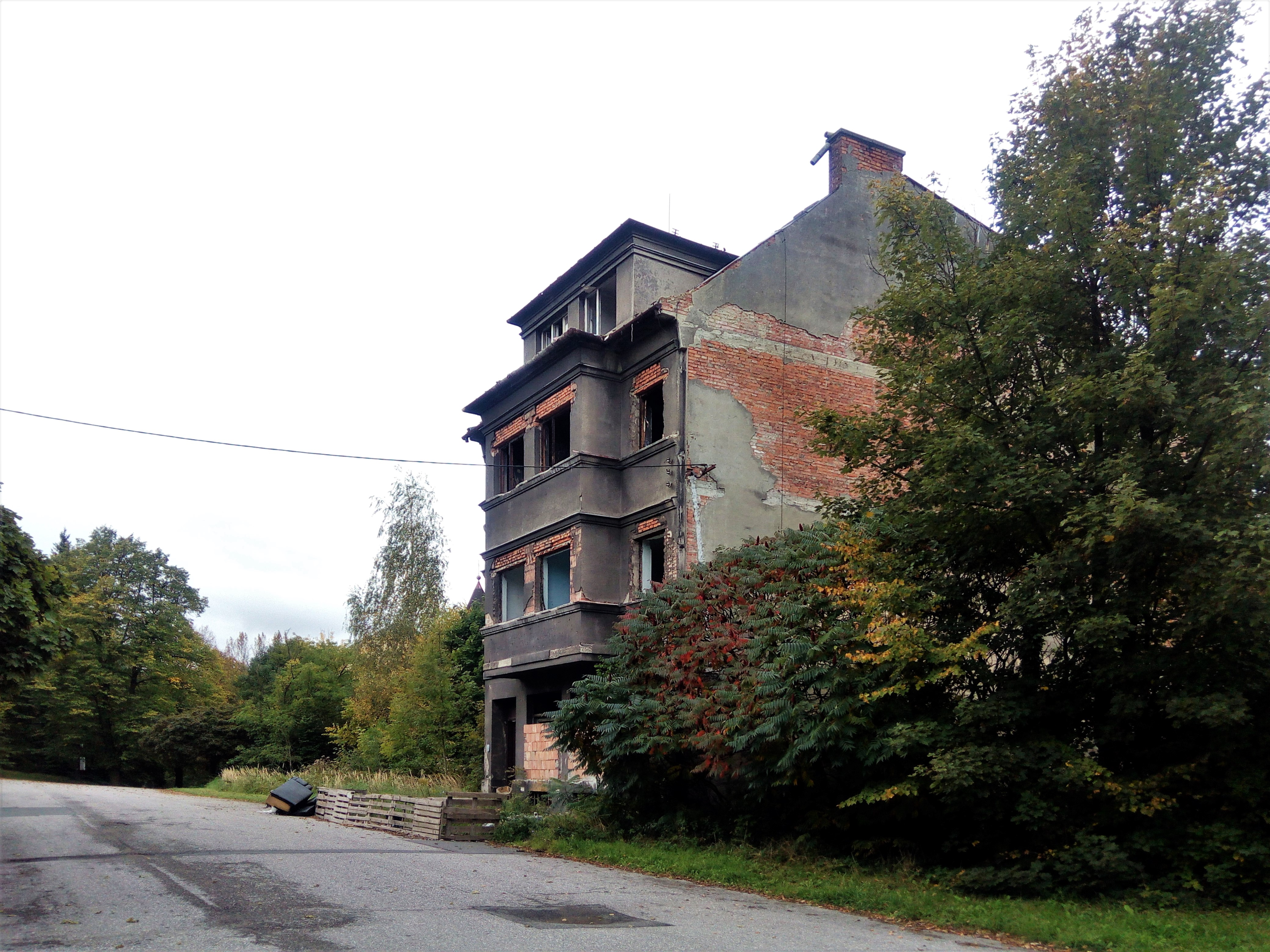
Pozůstatky původní zástavby ve starém centru

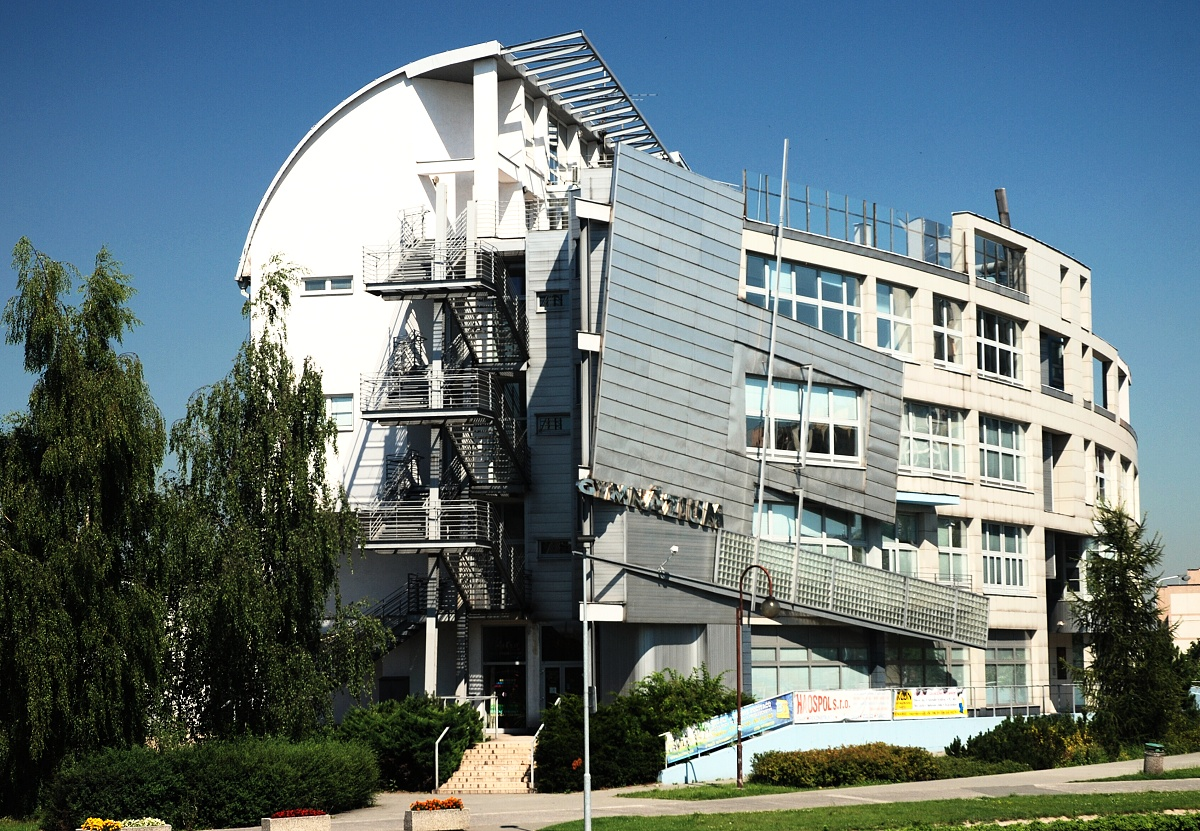
Budova gymnázia získala cenu Grand Prix architektury za rok 1996.

Negativní vlivy důlní činnosti se naplno projevily po druhé světové válce (zapříčiněno vysídlením původního většinového německého obyvatelstva a destruktivním a nešetrným způsobem těžby ze strany nacistických okupantů i komunistického zřízení v ČSR). V šedesátých letech dokonce existoval plán na celkovou likvidaci města, k tomu naštěstí nikdy nedošlo. V Orlové bylo srovnáno na dva tisíce budov se zemí, zrušená tramvajová i osobní železniční doprava. Mnoho škol bylo přesunuto do okolních měst (Ostrava, Karviná, Havířov), na 50 tisíc exponátů sbírek orlovského muzea bylo rozprášeno po celé ČSR.
V roce 1973 Orlová na tehdejší dobu bohatě slavila 750 let. Objemná publikace vydaná k této příležitosti je poslední svého druhu a zachycuje dřívější podobu historického centra včetně zámku. Od té doby většina starého města i místní části Lazy vlivem poddolování zmizela. Společenský a obchodní život se přesunul do panelového sídliště v části Lutyně, které postupně nahradilo staré centrum města. Sídliště zbudované v pěti etapách má téměř 30 tisíc obyvatel. Z jádra města se zachovalo pouze torzo, které až v posledních několika málo letech doznává viditelné revitalizace.
Dosud se Orlové nepodařilo vynahradit ztracené město. Nové centrum má sídlištní charakter. Co do velikosti je Orlová 34. největším sídlem v ČR. V současné době proběhla dostavba nového centra, jeho středobodem je hypermarket Albert. V těsné sousedství nová městská knihovna. V blízkosti je gymnázium, které získalo cenu Grand Prix architektů v roce 1996. Návrh regenerace části sídliště získal zvláštní Cenu Petra Parléře (2005).

## Obyvatelstvo

Věková struktura obyvatel obce Orlová roku 2011
Rodinný stav obyvatel obce Orlová roku 2011
Vzdělání obyvatel obce Orlová roku 2011

## Náboženství
Při sčítání lidu v roce 2001 se k náboženskému vyznání přihlásilo 9 819 obyvatel Orlové, z toho 7 548 k římskokatolické církvi; bez vyznání bylo 23 019 osob; vyznání nebylo zjištěno u 2018 osob.
V Orlové má sídlo římskokatolická farnost s farním kostelem Narození Panny Marie.
Protestantské církve: Sbor Českobratrské církve evangelické, farní sbor Slezské církve evangelické a. v., Kazatelská stanice Církve bratrské, Sbor Adventistů sedmého dne, Sbor Apoštolské církve.
Náboženská společnost: Sál království Svědků Jehovových.
Roku 2004 byl veřejnosti prezentován návrh na výstavbu mešity v Orlové, který se setkal s odporem obyvatel města a nakonec nebyl uskutečněn.

## Doprava

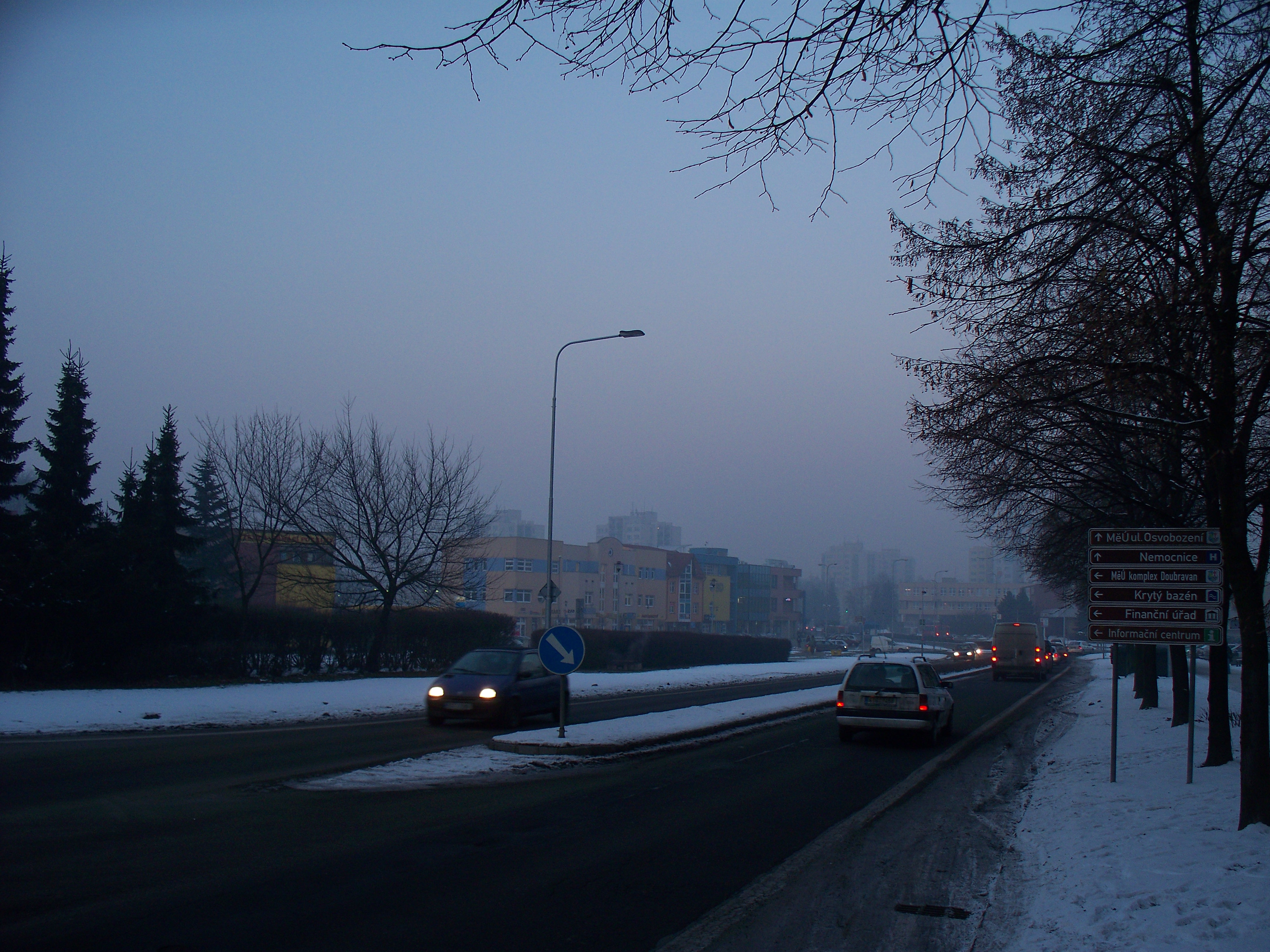
V Orlové se často v zimě objevuje smog, stejně jako v dalších městech na Ostravsku.

### Železniční a tramvajová doprava
V roce 1926 napsaly Lidové noviny, že nikde jinde v městě této velikosti nemají tolik kolejnic a tratí jako v Orlové. Jsou zmíněny tratě několika křídel Báňské dráhy, tratě dvou úzkokolejných tramvajových drah, trať Košicko - bohumínské dráhy a několik průmyslových vleček.
Příměstská tramvajová doprava v Orlové započala v roce 1909, kdy byla předána k provozu trasa Ostrava – Petřvald – Karviná. Přes Orlovou vedla jižně od Starého náměstí. V roce 1913 se síť rozrostla o dvě trasy, jedna vedoucí z Orlové do Bohumína přes Dolní Lutyni, a druhá z Orlové do Fryštátu přes Doubravu. Tyto poslední dvě trasy měly konečnou na náměstí v Orlové. Kvůli místnímu poddolování byla síť tramvajových kolejí v Orlové postupně rušena v letech 1966–1967.
Osobní železniční doprava zde fungovala v letech 1869–1967. I zde byla doprava ukončena kvůli poddolování. V roce 1963 se rychlíková doprava přesunula na novou přeložku trati Dětmarovice – Louky nad Olší. Osobní vlaky, i přes bouřlivé protesty obyvatelstva, zde přestaly zastavovat roku 1967. Staniční budova byla zbourána a její existenci připomíná jen název ulice Nádražní. Orlová je v současnosti jediné město nad 10 tisíc obyvatel v ČR, které nemá pravidelnou osobní železniční dopravu.
V roce 1991 se znovu objevily snahy na obnovení osobní železniční dopravy v úseku Bohumín – Rychvald – Orlová, případně na zavedení osobní dopravy v úseku Orlová – Rychvald – Ostrava (po nově dobudované spojce), dodnes se však nic takového nerealizovalo.
V roce 2006 se zpracovávala projektová dokumentace k znovunapojení Orlové na osobní železniční dopravu. Na popud města uvolnil Krajský úřad Moravskoslezského kraje finance ke zpracování této dokumentace. Do konce roku 2006 měly být hotovy tři varianty napojení města na Ostravu (1. Ostrava – Petřvald – Orlová, 2. Ostrava – Rychvald – Orlová, 3. Ostrava – Bohumín – Dolní Lutyně – Orlová). Nejvýhodnější z těchto tří tras měla být s pomocí grantů EU zprovozněna.[zdroj?] Krajský úřad Moravskoslezského kraje zařadil tento projekt mezi své strategické plány v oblasti dopravy.[zdroj?] Mělo se jednat o systém tramvlaku, tedy vozů, u kterých je možné jezdit po tramvajových i klasických kolejích. Pokud by se tento projekt osvědčil, mělo pokračovat jeho rozšiřování i do okolních měst. Cílem akce mělo být propojení celé ostravské aglomerace (Ostrava, Orlová, Bohumín, Havířov, Karviná) kvalitní dopravní infrastrukturou, speciálně zaměřenou na osobní železniční dopravu.[zdroj?]
Byl vypracován projekt s každoroční úpravou, cíl však zůstal stejný-napojení v úseku Ostrava-Rychvald-Orlová. Projektová dokumentace uvádí, že celkové náklady na vybudování tratě a dalších úprav vyjdou na téměř 2 miliardy korun. Projekt vytvořil Dávid Korfant, student Univerzity Pardubice, dopravní fakulty Jana Pernera.

### Autobusová doprava
Městská autobusová doprava v Orlové má 5 linek, které provozuje Transdev Slezsko a.s., provozovna Orlová (bývalé ČSAD Karviná a. s.)
- 501 Dětmarovice – Lutyně – Poruba – Město – Lazy
- 502 Dětmarovice – Lutyně – Poruba – Město – Lazy, Důl Lazy
- 503 Město – Lutyně – Poruba – Lazy, Důl Lazy
- 504 Lutyně – Poruba – Město – Lazy
- 505 Lutyně – Zbytky – Rychvald – Dolní Lutyně (Věřňovice)

Linkou 501 se obyvatelé dostanou k žel.st. Dětmarovice, a několika spoji linky 505 také k žel. zast. Dolní Lutyně.
V současnosti (2024), zajišťuje provoz 9 autobusů. Přesněji: 2x Iveco Urbanway, 1x Iveco Crossway 10,8m, 2x Sor NB, 1x Sor BN, 1x Isuzu NOVO, 1x SKD Iveco Stratos, 1x Dekstra LF 38.
Celé území města je zařazeno do integrovaného dopravního systému ODIS zóna číslo 15,do které spadá i obec Doubrava. Od 10. června 2018 byla přidána zóna číslo 150 zahrnující mj. území Dolní Lutyně a Dětmarovic. Severní část Lutyně až po zastávku pošta, jihovýchod Lazů a obec Doubrava jsou navíc rozšířeni zónou číslo 7.

### Čerpací stanice
Seznam čerpacích stanic na území města:
| Název čerpací stanice | ulice a číslo                | část města |
| --------------------- | ---------------------------- | ---------- |
| W8                    | Okružní (autobusové nádraží) | Lutyně     |
| OMV                   | Lazecká 1209                 | Město      |
| Shell                 | Na Stuchlíkovci 1347         | Lutyně     |
| W8                    | V Poli 10                    | Poruba     |
| ČS PRIM               | Rydultowská 1322             | Lutyně     |

### Ostatní
Město protíná mezinárodní cyklistická trasa „56 Těšínské Slezsko“.
V Orlové se pravidelně koná závod Světového poháru v cyklistice žen Gracia Orlová, který každoročně pořádají manželé Koláčkovi a spoustu dalších cyklistických nadšenců z Orlové a blízkého okolí.

## Osobnosti
V době protireformace se v Orlové narodil Jiří Budinský (Budaeus György; 1633 – asi v 18. století), evangelický duchovní a spisovatel, působící v Uhrách. V Orlové se narodil i významný český výtvarník Stanislav Kolíbal nebo muzikolog a profesor na zdejším gymnáziu Jiří Rudolf Míša, jehož jméno dnes nese Základní umělecká škola v Porubě. 28. 11. 1924 se v Orlové narodil Polák Otokar Balcy, povoláním jako zvukař v animovaných seriálech v Bílsku-Bělé (např. ozvučil známý animovaný seriál Bolek a Lolek). V Orlové se také narodil významný československý houslista, dirigent, vysokoškolský pedagog polské národnosti Bohdan Warchal (1930–2000). Jeho jméno nese mezinárodní soutěž ve hře na smyčcové nástroje, konaná každoročně v Dolním Kubíně na Slovensku.

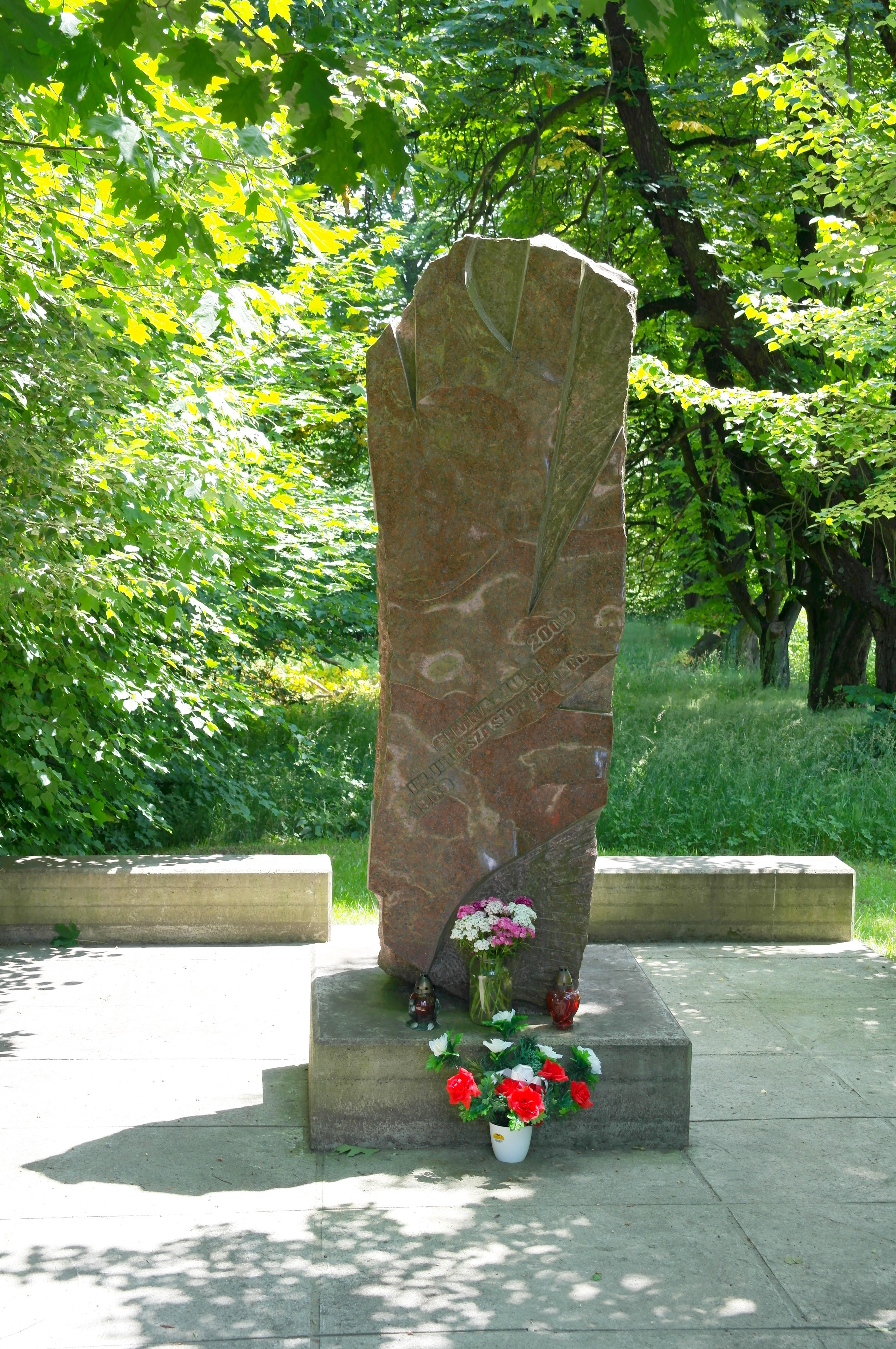
Obelisk v místě bývalého polského gymnázia

V Orlové působil například jeden ze zakladatelů československých legií v Itálii Jan Čapek. V roce 1910 do Orlové již poněkolikáté zavítal Alois Jirásek. Byl pozván jako svědek na svatbu svého bratrance, který v Orlové žil. Také zde pobýval gen. Josef Šnejdárek, který velel čs. jednotkám v Sedmidenní válce o Těšínsko. V Orlové dodnes působí věhlasný atelier Slawinski, který proslul výrobou houslí po celé Evropě. Na polské gymnázium do Orlové dojížděl z nedaleké Horní Suché herec Bronislav Poloczek, dále zde studoval a žil ichtyolog a zoolog Eugene Balon nebo polský básník Adolf Fierla. Na orlovském gymnáziu studoval známý český sexuolog Radim Uzel a také politik Ondřej Drobík.  V Lazech se narodil Gustaw Przeczek, spisovatel, literát a polský menšinový aktivista.
Orlová má spojitost také s několika mediálními tvářemi. Mezi nejznámější v oblasti médií moderátorka České televize Iva Kubanková, ředitel ČT Ostrava Miroslav Karas, sportovní komentátor a tiskový mluvčí Karviné Lukáš Hudeček, moderátor rádia BLANÍK, cyklistického závodu (světového poháru žen) Gracia Orlová a internetové televize Orlová Jan Foltýn, moderátoři Hitrádia Orion Oldřich Gbelec (bývalý moderátor internetové televize Orlová), Dominik Vršanský a nebo bývalá moderátorka TV Nova, spisovatelka Lenka Pastorčáková. Mezi nejúspěšnější slečny Orlové v soutěžích krásy patří finalistka České Miss Šárka Zdvořilá a finalistka Miss České republiky Soňa Paldusová.

## Znak

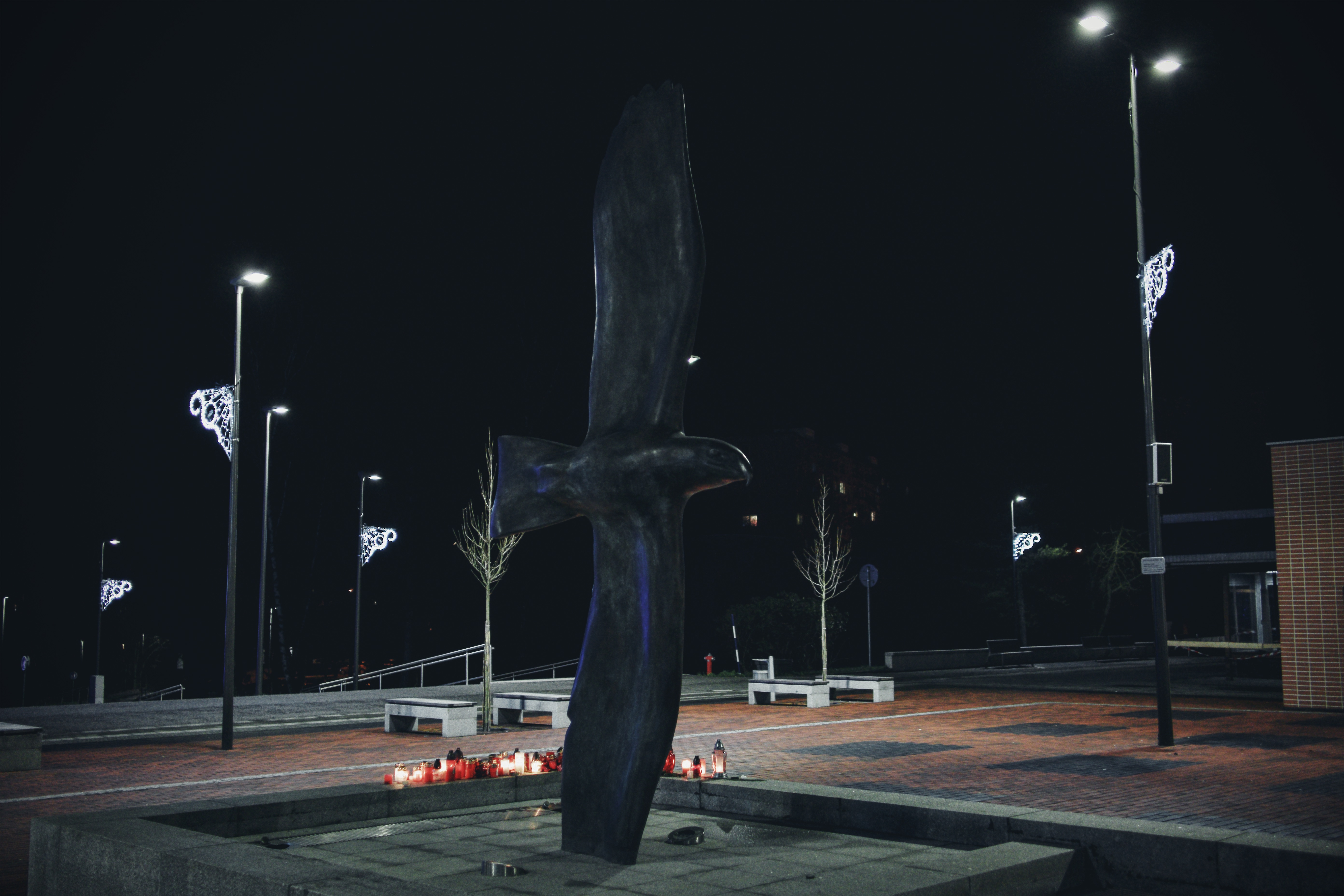
Socha orla na Náměstí 28. října.

Orlová užívala po svém povýšení na město v roce 1922 znak s orlicí držící v zobáku hostii, v pravém spáru opatskou mitru a v levém spáru berlu, jako reminiscenci na dávné benediktinské opatství. Roku 1970 byl přijat nový znak – v polceném štítu je na pravé straně zlatá orlice, na levé straně je v horním stříbrném poli červený listnatý strom (lípa – dříve podle tvaru listu spíše dub, spojovaný s nedalekou Doubravou, která byla od 70. let 20. století až do roku 1990 součástí Orlové) a v dolním černém poli dvě stříbrná zkřížená hornická kladívka.

## Místní části Orlové

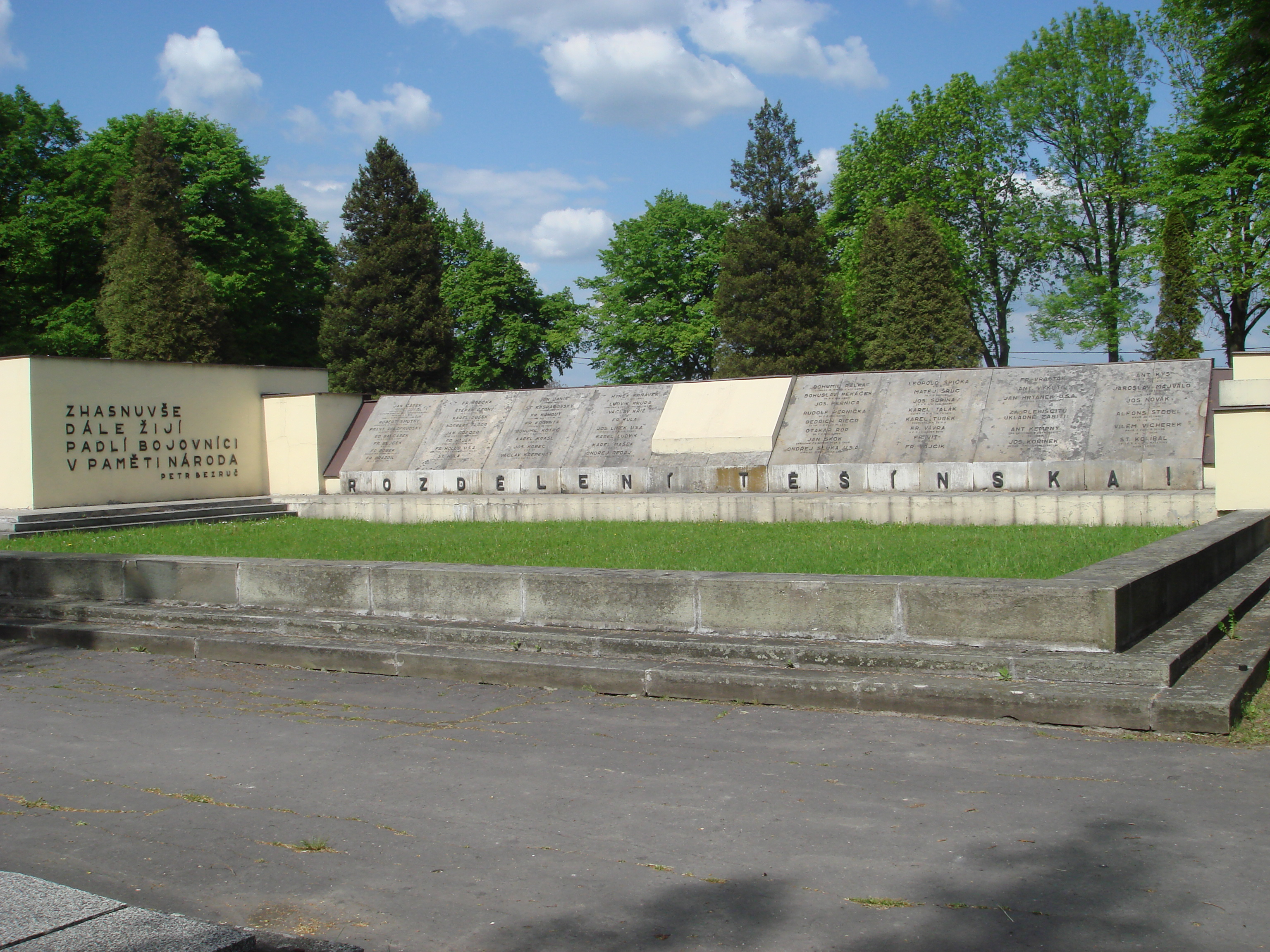
Pomník na orlovském hřbitově, připomínající české oběti Sedmidenní války a následujícího tzv. plebiscitního období

Orlová se člení na čtyři místní části, které se nachází na čtyřech [katastrálních územích:
- Orlová 1 – Město (PSČ 735 11), k. ú. Orlová
- Orlová 2 – Lazy (PSČ 735 11), k. ú. Lazy u Orlové
- Orlová 3 – Poruba (PSČ 735 13), k. ú. Poruba u Orlové
- Orlová 4 – Lutyně (PSČ 735 14), k. ú. Horní Lutyně

Dříve byla součástí města i dnes samostatná obec Doubrava.

## Rozšířená působnost
S územně správní reformou se Orlová stala městem s rozšířenou působností, pod správu města se tak dostalo město Petřvald a obec Doubrava. V rámci rozšířené působnosti Orlová spravuje agendu 37211 občanů.
Do roku 2012 spadala pod správu města také obec Dolní Lutyně. Na základě veřejné ankety a rozhodnutí obecního zastupitelstva z roku 2011 přešla Dolní Lutyně pod správu Bohumína.
Na katastru Věřňovic, části Dolní Lutyně, je napojena česká dálnice D1 na polskou dálnici A1. Městský úřad v Orlové vydal souhlasné stanovisko k výstavbě strategické průmyslové zóny Dolní Lutyně. Problémem je kolize s přírodní ptačí rezervací Natura 2000.

## Školství

### Mateřské školy
- Soukromá mateřská škola Čtyřlístek, s.r.o., Orlová-Lutyně (I. etapa)
- Mateřská škola Lesní 859, Orlová-Lutyně (II. etapa)
- Mateřská škola Okružní 917, Orlová-Lutyně (III. etapa)
- Soukromá mateřská škola Radost, s.r.o, Orlová-Lutyně (IV. etapa)
- Mateřská škola Karla Dvořáčka 1228, Orlová-Lutyně (V. etapa)
  - Pobočka 1. Máje 1268, Orlová-Lutyně (V. etapa)
- Mateřská škola Na Vyhlídce 1143, Orlová-Lutyně
- Základní škola a mateřská škola s polským vyučovacím jazykem, Lutyňská 400, Orlová-Lutyně
- Soukromá mateřská škola Orlík, s.r.o., Kosmonautů 1229, Orlová-Poruba
- Mateřská škola Husova, Petra Cingra 1211, Orlová-Město

### Základní školy
- Základní škola Mládí 726, Orlová-Lutyně (I. etapa)
- Základní škola Školní 862, Orlová-Lutyně (II. etapa)
  - Pobočka Slezská 850, Orlová-Poruba
- Základní škola U Kapličky 959, Orlová-Lutyně (III. etapa)
- Základní škola Ke Studánce 1050, Orlová-Lutyně (IV. etapa)
- Základní škola Karla Dvořáčka 1230, Orlová-Lutyně (V. etapa)
- Základní škola a mateřská škola s polským vyučovacím jazykem, Lutyňská 400, Orlová-Lutyně
- Základní škola Jarní 400, Orlová-Poruba
  - Pobočka Slezská 200, Orlová-Poruba

### Střední školy
- Gymnázium a Obchodní akademie, Masarykova třída 1313, Orlová-Lutyně
- Gymnázium Jana Šabršuly, s.r.o., Mládí 726, Orlová-Lutyně
- Linguistic – Jazyková škola s právem státní jazykové zkoušky, v.o.s. – sídlo Orlová-Poruba, vyučování Mládí 726 v Orlové-Lutyni
- Střední odborná škola NET OFFICE Orlová, spol. s r.o., Energetiků 144, Orlová-Lutyně
- Střední odborné učiliště DAKOL, s.r.o., 17. listopadu 211, Orlová-Lutyně

### Umělecké školy
- Základní umělecká škola J. R. Míši, Slezská 1100, Orlová-Poruba

## Informovanost obyvatel o městě
V měsíčním cyklu (do konce roku 2023 ve čtrnáctidenním cyklu) vychází pravidelně čtrnáctideník Orlovské noviny, kde pravidelně vychází zprávy z města, zprávy od čtenářů, kulturní a sportovní informace, a také Společenská kronika zesnulých občanů spolu s blahopřáními.
V roce 2016 vzniklo na Tiskovém oddělení města Orlové „Internetové Televizní Vysílání města Orlové“. Od podzimu 2017 již pod názvem „iTVO – internetová televize Orlová“ přináší videoreportáže z akcí na území města Orlové.
Každý týden v sobotu vychází na regionální televizi Polar premiéra Orlovského expresu s nejdůležitějšími aktualitami o dění ve městě.
Město také reaguje na dotazy občanů na webových stránkách města v sekci Dotazy občanů.

## Partnerská města

### Illnau-Effretikon
Partnerství se švýcarským městem Illnau-Effretikon je dlouhodobé.
Díky vazbám na Švýcarsko a spolupráce města Illnau-Effretikon s vysokou školou architektury ve městě Winterthur byl v polovině devadesátých let v Orlové zaveden systém malých kruhových objezdů na křižovatkách Masarykovy třídy. Kvůli těmto úpravám musely být dokonce změněny české státní normy.[zdroj?] Orlová tak byla prvním městem v zemi, ve které se malé kruhové objezdy naplno uplatnily, orlovské „kruháče“ tak dnes můžete vidět po celé České republice. Všude jsou stavěny na základě norem vydaných pro Orlovou.[zdroj?]
Další spolupráce se Švýcary se odehrává také především na poli architektury a urbanismu, jde především o komplexní regenerace sídlišť v místní části Lutyně. Konkrétním počinem bylo vybudování podzemního parkoviště, na jehož střeše je umístěn tenisový dvorec a dětské hřiště. To vše ve velmi stísněném prostoru sídliště „Pátá etapa“ v Orlové-Lutyni.

### Rydułtowy
Partnerství s polským městem Rydułtowy bylo nově navázáno v rámci projektu „Spojuje nás Olše“. Město ve Slezském vojvodství je od Orlové vzdáleno cca 30 km, má s Orlovou mnoho společných problémů, především v oblasti restrukturalizace průmyslu, využívání starých průmyslových ploch a nezaměstnanost. Deklarován je společný postup při získávání dotací z fondů EU. V centru Orlové vznikla nová Rydultowská ulice, v Rydultowech naopak ulice Orlovská.

### Czechowice-Dziedzice
Spolupráce s polským městem Czechowice-Dziedzice je spíše v oblasti kultury.[zdroj?]

### Námestovo
Partnerská smlouva byla uzavřena 7. listopadu 2019 v rámci XXIV. výstavy spolkové a klubové činnosti